# Jutrzenka Kraków
El Jutrzenka Kraków fue un equipo de Fútbol de Polonia que jugó en la Ekstraklasa, la primera división nacional.

## Historia
Fue fundado en el año 1910 en la ciudad de Cracovia por integrantes de la comunidad judía de la ciudad, en el que los activistas y deportistas de este club estaban vinculados políticamente con la comunidad Bundu.
El club jugó en la Ekstraklasa en la temporada de 1927 donde terminó en último lugar entre 14 equipos, descendiendo de categoría. Permaneciendo en la segunda división hasta que desaparece en 1939 al iniciar la Segunda Guerra Mundial.

## Rivalidades
Su principal rival era el otro equipo de ascendencia judía, el Makkabi Kraków, equipo con el que jugaban la llamada Guerra Santa, rivalidad que con el tiempo fue transferida al enfrentamiento entre KS Cracovia y Wisla Cracovia.

## Jugadores

### Jugadores destacados
- Józef Klotz - el primer goleador de la selección polaca[2][3][4]
- Zygmunt Krumholz - el mejor goleador en la historia del club. En la selección polaca jugó en el 1.er partido - 14 de mayo de 1922 con Hungría .
- Leon Sperling - jugador de Cracovia y de la selección polaca
- Ludwik Gintel (1899–1973), futbolista olímpico polaco-israelí

## Otras Secciones
El club tuvo una muy exitosa sección de waterpolo, que ganó tres títulos nacionales en la década de los años 1920 hasta que fue disuelta en 1928.